# Horace Robertson
El teniente general Sir Horace Clemente Hugh Robertson, KBE, DSO (29 de octubre de 1894 - 28 de abril de 1960) fue un oficial de alto rango en el ejército australiano que sirvió en la Primera Guerra Mundial, en la Segunda Guerra Mundial y en la guerra de Corea. Fue uno de los primeros graduados de la Royal Military College de Duntroon, en llegar al rango de general de división y teniente general.
Durante la Primera Guerra Mundial, Robertson sirvió con el 10.º Regimiento de caballería ligera en la campaña de Gallipoli, incluyendo la desastrosa batalla del Nek, donde gran parte de su regimiento fue aniquilado. Más tarde participó en la Campaña del Sinaí y Palestina, donde capturó un general del ejército turco, y fue galardonado con la Orden del Servicio Distinguido.
Durante la Segunda Guerra Mundial, Robertson dirigió la 19.ª Brigada de infantería en la batalla de Bardia y aceptó la rendición de la Armada italiana en Bengasi. Más tarde, mandó la 1.ª División acorazada en Australia Occidental. En las últimas semanas de la guerra comandó las tropas en las etapas finales de la campaña de Nueva Bretaña y la campaña de Aitape-Wewak. Al final de la guerra, aceptó la rendición del teniente general japonés Hatazō Adachi.
Después de la guerra, mandó a la Fuerza de Ocupación de la Commonwealth británica en Japón y la Fuerza de la Commonwealth británica en la guerra de Corea. Robertson fue una figura clave en el establecimiento del Cuerpo Armado Australiano. Su sede militar en Darwin se llama Cuartel Robertson en su honor.